# Henry-Alexandre Parys
 (février 2020).
Si vous disposez d'ouvrages ou d'articles de référence ou si vous connaissez des sites web de qualité traitant du thème abordé ici, merci de compléter l'article en donnant les références utiles à sa vérifiabilité et en les liant à la section « Notes et références ».
Henry Alexandre Parys  dit Henry A. Parys ou Henry Parys, né à Bruxelles le 29 septembre 1901 et mort à une date indéterminée après 1921, est un réalisateur belge.

## Biographie
En dehors des cinq films réalisés en 1921, l'année de ses vingt ans, on sait très peu de choses d'Henry Parys sinon qu'il fit paraître cette année-là un nouveau journal intitulé Le Cinéma International.
On perd sa trace dès l'année suivante.

## Filmographie
- Un lendemain / De volgende dag, avec Zizi Festerat, Claire Lipawsky, Gaston Norin et Peggy Smile
- Ostende, reine des plages / Oostende, koningin der badsteden, film documentaire sur Ostende[3],[4]
- Nourmahal, avec Aimée Abramova et Gérald Hovian[5],[6]
- Miss Sporting avec Zizi Festerat[7],[8]
- Bob adore le flirt / Bob loves flrting, court-métrage sur un scénario de Marcel Rival